# インバル・ピント
インバル・ピント (ヘブライ語：ענבל פינטו、英語：Inbal Pinto、1969年6月27日 - ) はイスラエルを拠点とする演出・振付・美術家。世界的に活躍し、日本の作品も数多く担当。ダンサー出身で、舞台演出やダンス以外にオペラや CM も手がけている。

## 人物・来歴
イスラエルの演出・振付・美術家。1969年にイスラエルで生まれる。エルサレムのベザレル・アカデミーでグラフィックアートを学ぶ。ダンサーとしてバットシェバ舞踊団に在籍。1990年から振付の活動を始め、1992年より自身のダンスカンパニーを立上げ、1993年『Dio-Can』で本格的にデビューし、数々の作品を創作。
アメリカン・ダンス・フェスティバルの国際振付プログラムに招聘され、2000年にはニューヨーク・ダンス＆パフォーマンス賞を受賞している。同年、『Wrapped』でニューヨークのベッシー賞を受賞。
ノルウェイのオペラハウスにて演出・美術を手がけた『The Cunning Little Vixen』はその独創的な演出で話題となった。イスラエル国内だけでなく世界各地で公演を行い、日本でも『オイスター』や『ウォールフラワー』等の作品が紹介されている。
2007年、イスラエル文化賞とテルアビブ市賞を受賞。2011年、『Toros』と『Rushes Plus』でイスラエル文化賞を受賞。また、芸術の功労に対しテルアビブ市より表彰を受けた。
2013年、佐野洋子原作の絵本『100万回生きたねこ』を舞台化し、読売演劇大賞優秀演出家賞・作品賞を受賞。日本では、そのミュージカル「100万回生きたねこ」（2013年・2015年）や百鬼オペラ『羅生門』（2017年）、舞台『ねじまき鳥クロニクル』（2020年・2023年）を手掛け、高い評価を受けた。
美しくファンタジックな舞台美術に、コンテンポラリーダンスの表現を取り入れた創造性の高い演出を行う。原作の世界をファンタスティックに描き、瑞々しい演出・唯一無二の舞台空間を生み出して日本の演劇界に大きなインパクトを与えている。佐野洋子の「100万回生きたねこ」（2013年）、芥川龍之介の「羅生門」（2017年）、村上春樹の「ねじまき鳥クロニクル」（2000年）、宮崎駿の「未来少年コナン」（2024年）と日本のアニメ、絵本や小説を次々に舞台化している。

## 日本での演出舞台

### 百鬼オペラ「羅生門」（2017年）
日程・会場
- 2017年9月8日 - 25日 ＠Bunkamuraシアターコクーン
- 2017年10月6日 - 9日 ＠兵庫県立芸術文化センター　阪急 中ホール
- 2017年10月14日 - 15日 ＠富士市文化会館ロゼシアター大ホール
- 2017年10月22日 ＠愛知県芸術劇場大ホール

キャスト
柄本 佑、満島ひかり、吉沢 亮、田口浩正、小松和重、銀粉蝶、江戸川萬時、川合ロン、木原浩太、大宮大奨、皆川まゆむ、鈴木美奈子、西山友貴、引間文佳

### 「ねじまき鳥クロニクル」（2020年・2023年）

#### 2020年
日程・会場
- 2020年2月11日 - 27日 ＠東京芸術劇場 プレイハウス同会場で3月1日まで、
- (新型コロナウィルス感染症の流行の影響で中止になり、27日で千穐楽)
- 【中止】梅田芸術劇場シアター・ドラマシティで2020年3月7日・8日、
- 【中止】愛知県芸術劇場 大ホールで2020年3月14日・15日

キャスト
- ＜演じる・歌う・踊る＞成河、渡辺大知、門脇麦、大貫勇輔、徳永えり、松岡広大、成田亜佑美、さとうこうじ、吹越満、銀粉蝶
- ＜特に踊る＞大宮大奨、加賀谷一肇、川合ロン、笹本龍史、東海林靖志、鈴木美奈子、西山友貴、皆川まゆむ
- ＜演奏＞大友良英、イトケン、江川良子

#### 2023年[4]
日程・会場
- 【東京公演】2023年11月7日 - 26日 ＠東京藝術劇場 プレイハウス[6]
- 【大阪公演】2023年12月1日 - 3日 ＠梅田芸術劇場シアター・ドラマシティ
- 【愛知公演】2023年12月16日・17日 ＠刈谷市総合文化センター 大ホール

キャスト
- ＜演じる・歌う・踊る＞
  - 成河、渡辺大知、門脇麦、大貫勇輔 / 首藤康之（ダブルキャスト）、音くり寿、松岡広大、成田亜佑美、さとうこうじ、吹越満、銀粉蝶
- ＜特に踊る＞
  - 加賀谷一肇、川合ロン、東海林靖志、鈴木美奈子、藤村港平、皆川まゆむ、陸、渡辺はるか
- ＜演奏＞
  - 大友良英、イトケン、江川良子

### 舞台『未来少年コナン』2024[7][8]
宮崎駿初監督作品として知られる日本アニメーション制作アニメの初舞台化作品
キャスト
加藤清史郎（コナン）、影山優佳（ラナ）、成河（ジムシー）、門脇麦（モンスリー）、宮尾俊太郎（ダイス）、岡野一平（ルーケほか）、今井朋彦（レプカ）、椎名桔平（おじい・ラオ博士）

## 受賞
- 2000 Bessie Award for "Wrapped"
- 2000 Israeli Theater Academy award for "Oyster"
- 2004 The landau Award for the Arts of the Stage
- 2007 The Israeli Ministry of Education and Culture award for creation
- 2011 The Israeli Ministry of Education and Culture awards for Artistic achievements and performance
- 2014 The Israeli Dance Critics Circle award "Best Dance Show” for "Wallflower"